# Liberty (Washington)
Liberty es un área no incorporada ubicada en el condado de Kittitas en el estado estadounidense de Washington. Se encuentra a poca distancia al este del río Columbia. Es famosa por haberse encontrado oro durante la fiebre de oro.

## Geografía
Liberty se encuentra ubicado en las coordenadas 47°15′14″N 120°39′51″O / 47.25389, -120.66417.